# آدوکوای آدو
آدوکوای آدو (انگلیسی: Addoquaye Addo؛ زادهٔ ۲۳ آوریل ۱۹۸۵) بازیکن فوتبال اهل غنا است که در پست هافبک برای آشانتی گلد اس‌سی بازی می‌کرد.